# Осипян, Сурен Арташесович
Сурен Арташесович Осипя́н (арм. Սուրեն Արտաշեսի Օսիպյան, 28 августа 1930, Шеки, Азербайджанская ССР — 21 марта 2019) — армянский советский политический деятель,  заслуженный юрист Армянской ССР, Генеральный прокурор Армянской ССР, правовед—конституционалист, публицист.

## Биография
- Окончил Ереванский государственный университет, юридический факультет.
- 1952 — государственный советник юстиции второго ранга.
- 1959 — кандидат юридических наук.
- 2006—доктор юридических наук.
- 1955—1974 — преподавал на юридическом факультете ЕГУ, избран заведующим кафедрой государственного права ЕГУ.
- 1967—1971 — декан юридического факультета ЕГУ.
- 1971—1988 — генеральный прокурор Армянской ССР.
- 1971—1989 — депутат Верховного совета Армянской ССР.
- 1998 — 2005 был старшим помощником генерального прокурора Армении, представителем Генеральной прокуратуры Армении в Москве.
- Автор многочисленных статей в сфере юриспруденции.